# Cidadela blindada

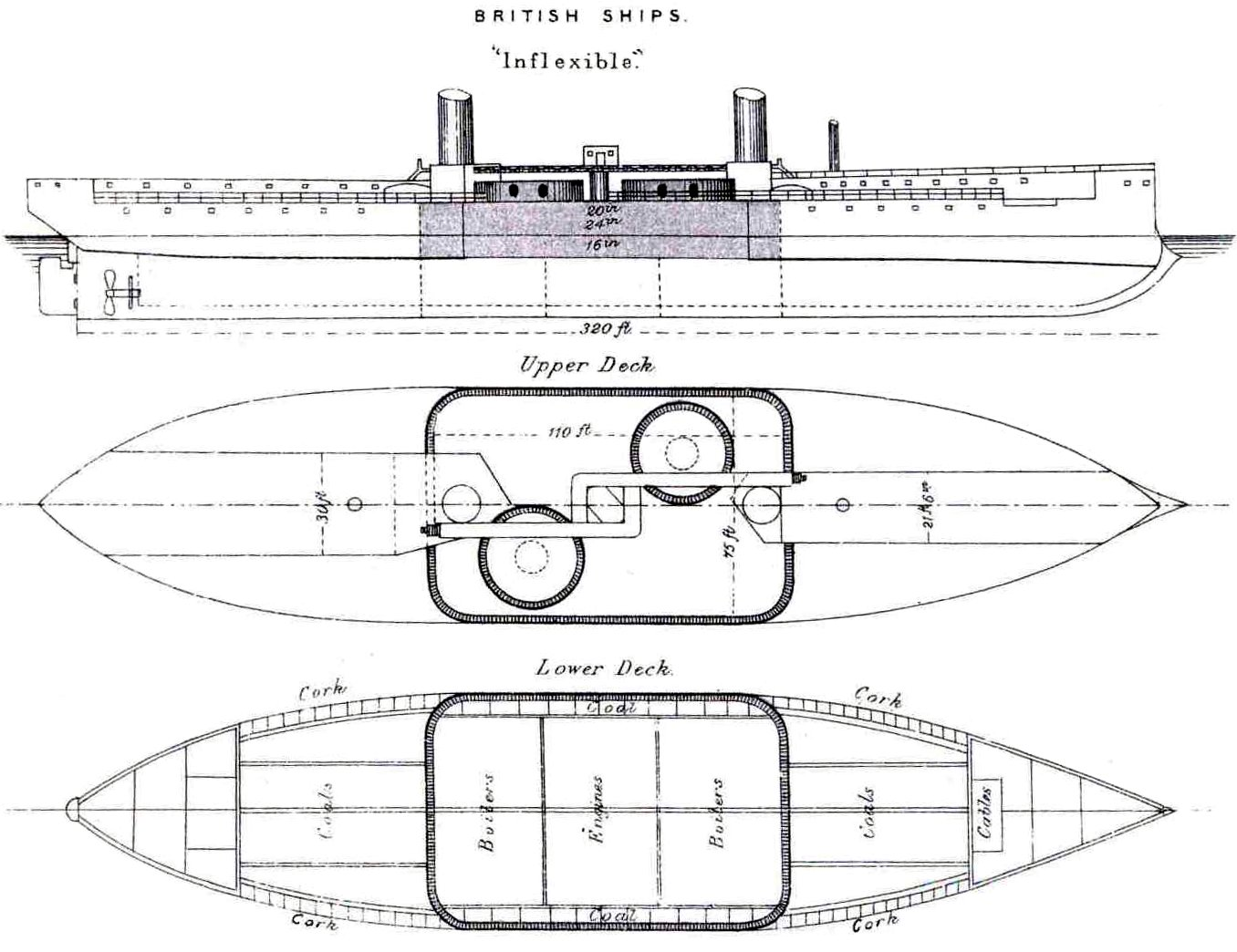
Diagramas do navio de guerra britânico HMS Inflexible, retratando sua cidadela retangular no centro.

A cidadela blindada é o compartimento que envolve os espaços de máquinas e paióis, formado pelo convés blindado, a cinta blindada da linha de água e as anteparas transversais. Em muitos navios de guerra após a Primeira Guerra Mundial, a blindagem estava concentrada em uma cidadela resistente, com o resto do navio virtualmente desprotegido, o que foi considerado a defesa mais eficaz; é conhecido como blindagem "tudo ou nada".[carece de fontes?] Em um navio civil, uma cidadela é um espaço seguro equipado com meios de comunicação e suprimentos de emergência, usado normalmente em caso de pirataria.